# Georgeta Hurmuzachi
Georgeta Hurmuzachi (olykor Gheorgheta, házassága után Dumitrescu) (Kolozsvár, 1936. január 23. –) olimpiai bronzérmes román szertornász.
A román olimpiai válogatott többi tagjával együtt (Elena Leușteanu, Sonia Iovan, Elena Dobrowolski, Uta Poreceanu, Emilia Vătășoiu-Liță, Elena Săcălici) 1956-ban Melbourne-ben megszerezte Románia első csapattal szerzett olimpiai érmét.

## Életpályája
A bukaresti Dinamo sportklubban tornázott. A román válogatott tagjaként edzői Caius Jianu, Maria Simionescu voltak.
Elhunyt.

### Felnőttként

#### Országos eredmények
1955-ben korláton szerzett bajnoki címet.

#### Nemzetközi eredmények

##### Olimpiai játékok
Az 1956. évi nyári olimpiai játékokon Melbourne-ben a csapattal (Elena Leușteanu, Emilia Vătăşoiu-Liţă, Elena Dobrowolski, Uta Poreceanu, Sonia Iovan, Elena Săcălici) nyert bronzérmet, ezzel ő és csapattársai lettek Románia első olimpiai érmét megszerző tornászai csapatban. Ezen kívül ötödik volt kéziszeren, tizenegyedik talajon, tizenharmadik lóugrásban, tizenhatodik egyéni összetettben, tizennyolcadik felemás korláton és huszonkilencedik gerendán.

## Díjak, kitüntetések
1973-ban Kiváló Sportolói címmel tüntették ki.